# Hirschmanniella mexicana
Hirschmanniella mexicana (syn. Halenchus mexicanus) is een rondwormensoort uit de familie van de Anguinidae. De wetenschappelijke naam van de soort is voor het eerst geldig gepubliceerd in 1951 door Chitwood.